# Тамишка жупанија
Тамишка жупанија (лат. Comitatus Temesiensis, мађ. Temes vármegye, рум. Comitatul Timiș) је била жупанија, односно управна јединица средњовековне Краљевине Угарске (11-16. век), хабзбуршке Краљевине Угарске (између 18. и 20. века), а потом и покрајине Банат, Бачка и Барања у Краљевству Срба, Хрвата и Словенаца (1918—1919. године). Управно седиште жупаније био је град Темишвар (данас у саставу Румуније).
Некадашњи простор ове жупаније данас је подељен између Румуније (већи, средишњи и северни део) и Србије (мањи, јужни део).
Површина жупаније била је 7.433 km², а у време задњег пописа пре њеног расформирања (1910. године) Тамишка жупанија је имала 500.800 становника (густина 67,4 ст./km²).

## Порекло назива
Тамишка жупанија носила је назив изведен од реке Тамиш, која значајним делом тока протиче кроз ово подручје.

## Природне одлике
У време Аустроугарске управе, Тамишка жупанија се налазила на југу Хабзбуршке Угарске и била је погранична ка Краљевини Србији.
Простор жупаније припадао је области Баната и обухватао је његове средишње крајеве. На северу граница жупаније је била река Мориш, а на југу Дунав. Западне и источне границе жупаније махом нису биле везане за природне чиниоце (реке, планине).
Већи део подручја некадашње жупаније био је равничарско тле јужне Паноније, само су на истоку била бреговита подручја. Једине планине биле су Вршачке планине. Водотоци су били равничарски (Дунав, Нера, Тамиш, Бегеј, Мориш), спори и често са мочварним окружењем.

## Историја
Простор Баната ушао је историјске белешке у античко доба. У раном средњем веку за овај простор водиле су се борбе између Византије и њених северних суседа (Хуна, Гепида, Авара, Бугара, и касније Угара). Крајем средњег века ово је био погранични простор између Угарске и српских држава (Сремске краљевине, Краљевине Рашке, Српског царства, итд). Угарска је овде у 11. веку образовала жупанију под данашњим називом. Потом је нешто мање од два века (16—18. век) овај простор био у оквиру Отоманског царства. Османлије су укинуле дотадашњу жупанију и успоставиле Темишварски пашалук на овом простору.
Хабзбуршко царство преотело је Банат од Османлија 1718. године, а овај простор тада постаје део Тамишког Баната, засебне хабзбуршке покрајине. Ова покрајина се укида 1778. године и њени северни делови се укључују у састав Хабзбуршке Угарске, док јужни делови остају у саставу Војне границе. Тада се поново успоставља Тамишка жупанија. Током 18. века поред староседалачких Срба и Румуна досељени су и Немци, Мађари, Украјинци и Словаци. Посебно су у значајном броју насељени Немци.
Током Револуције из 1848/49. године, овај простор улази у састав Српске Војводине. После револуције на овом простору постојало је Војводство Србија и Тамишки Банат, које је било кратког века (1849—1860). Током овог периода, жупанија није постојала, јер је војводство било подељено на округе, а управно седиште војводства био је Темишвар, дотадашње управно седиште Тамишке жупаније. После 1860. године ово подручје је прикључено Хабзбуршкој Краљевини Угарској, а Тамишка жупанија је поново образована. Укидањем једног дела војне границе, 1873. године, ово подручје се такође укључује у Тамишку жупанију као њен јужни део.
После Првог светског рата овде је образована краткотрајна творевина, Банатска република, а потом овај простор улази у састав Баната Бачке и Барање, покрајине у саставу Краљевине Србије и Краљевине Срба, Хрвата и Словенаца. Тамишка жупанија је била једна од административних јединица Баната, Бачке и Барање 1918-1919. године. Договором између Краљевине Срба, Хрвата и Словенаца и Краљевине Румуније утврђена је линија разграничења, којом је простор некадашње жупаније подељен на већи, румунски (северна и средишња трећина) са Темишваром и мањи, југословенски део (јужна трећина) са Вршцем, који је припао Краљевини СХС, а данас је у саставу Србије (АП Војводина). У Румунији је од делова ове жупаније образован Тамишко-Торонталски округ, а у Краљевству СХС Торонталско-тамишка жупанија, која је убрзо укинута.

## Становништво
По последњем аустроугарском попису из 1910. године на подручју жупаније живело је 500.835 становника.
Становништво према матерњем језику (Попис 1910):
- Румунски = 169.030 (33,75%),
- Немачки = 165.883 (33,12%),
- Мађарски = 79.960 (15,97%),
- Српски = 69.905 (13,96%),
- Словачки = 3.080 (0,61%).

Етнички размештај: Иако је мање-више на подручју целе жупаније било мешовитих насеља, ипак се могу уочити одређени обрасци насељавања. Румуни су махом насељавали села и источне делове жупаније. Немци и Мађари су углавном били насељени у градовима и варошицама, као и у селима у средишњем делу жупаније, који је имао најповољније природне услове. Српско становништво је већим делом живело у јужном и западном делу жупаније, који је по надморској висини био најнижи.

## Управна подела
Почетком 20. века, управна подела Тамишке жупаније била је следећа:
| Срезови                    | Срезови    |
| Срез                       | Седиште    |
| -------------------------- | ---------- |
| Бузјашки срез              | Бузјаш     |
| Вингански срез             | Винга      |
| Вршачки срез               | Вршац      |
| Белоцрквански срез         | Бела Црква |
| Дећански срез              | Дета       |
| Ковински срез              | Ковин      |
| Липовски срез              | Липова     |
| Новоарадски срез           | Нови Арад  |
| Рекашки срез               | Рекаш      |
| Темишварски срез           | Темишвар   |
| Чаковски срез              | Чаково     |
| Слободни краљевски градови |            |
| Вршац                      |            |
| Темишвар                   |            |
| Градови — срезови          |            |
| Бела Црква                 |            |